# Axel Zwingenberger
Axel Zwingenberger (Hannover, 17 mei 1955) is een Duitse boogiewoogie- en bluespianist en -componist.
Hij kreeg een traditionele piano-opleiding vanaf zijn zesde. In 1973 kwam hij voor het eerst in aanraking met boogiewoogie en van toen af aan legde hij zich toe op die muziekstijl. Hij trad op tijdens het eerste Blues- en Boogie Woogie-Festival in Keulen in 1974 en in 1976 volgde een eerste plaatopname. Sedertdien heeft hij getoerd en opnamen gemaakt met vele bekende Europese en Amerikaanse blues- en boogiewoogieartiesten, waaronder Big Joe Turner, Alexis Korner, Lionel Hampton, Champion Jack Dupree, Mama Yancey, Sippie Wallace, Jay McShann, Charlie Watts, Bill Wyman e.a. evenals talrijke solo-optredens en -opnames gemaakt. Anno 2010 heeft hij 30 solo- of coöperatieve cd's uitgebracht. Hij componeert ook zelf en heeft meer dan 200 eigen composities opgenomen.
Sedert 2009 speelt Axel ook bij "The ABC&D of Boogie Woogie", een band die ontstond op initiatief van pianist Ben Waters en waarin ook Charlie Watts (drums) en Dave Green (contrabas) spelen. De "ABC&D" verwijst naar de voornamen van de musici - Axel, Ben, Charlie, Dave.
Zijn broer, Torsten Zwingenberger, is een drummer en ze treden vaak samen op.
In 2007 werd Zwingenberger opgenomen in de Amerikaanse "Boogie Woogie Hall of Fame".
Zwingenberger is een liefhebber van oude stoomlocomotieven en het fotograferen daarvan. In 2000 bracht hij een grootformaat fotoboek "Vom Zauber der Züge" uit met zelfgemaakte artistieke nachtopnamen van stoomlocomotieven. In 2006 richtte hij een stichting op om de Duitse historische stoomlocomotief "18 201" te redden. Deze locomotief van de voormalige Oost-Duitse Deutsche Reichsbahn is de snelste nog werkende stoomlocomotief ter wereld. Zwingenberger staat afgebeeld als machinist van de trein in de wandschildering van de Stones in Lüchow in Saksen-Anhalt.